# Ramadan Sobhi
Ramadan Sobhi Ramadan Ahmed est un footballeur international égyptien né le 23 janvier 1997 au Caire. Il joue au poste de ailier gauche au sein de Pyramids FC.

## Biographie
Le 25 juillet 2016, Ramadan Sobhi est officiellement transféré à Stoke City club de Premier League
Le 23 août 2017, Sobhi inscrit son premier but en Premier League face à West Bromwich Albion.
Il fait partie de la liste des 23 joueurs égyptiens sélectionnés pour disputer la Coupe du monde 2018 en Russie.
Le 12 juin 2018, Ramadan Sobhi est officiellement transféré du club de Stoke City à Huddersfield Town club de Premier League avec à la clé un contrat de trois ans, soit jusqu'en 2021 avec une année supplémentaire en option. Le montant de ce transfert n'est cependant pas connu.
Le 28 décembre 2018, il est prêté pour six mois à Al Ahly, son club formateur, contre 800 000 euros. À l'issue de la saison 2018-2019, il est prêté à nouveau pour une saison supplémentaire.
Le 7 septembre 2020, il rejoint Pyramids.

## Palmarès

### En club
Al Ahly :
- Champion d'Égypte en 2014 et 2016 avec l'Al Ahly SC
- Vainqueur de la Supercoupe d'Égypte en 2014 avec l'Al Ahly SC
- Vainqueur de la Coupe de la confédération en 2014 avec l'Al Ahly SC

### En sélection
Égypte :
- Vainqueur de la Coupe d'Afrique des nations des moins de 23 ans en 2019
- Finaliste de la Coupe d'Afrique des nations en 2017.